# Kristýna Plíšková
Kristýna Plíšková (ur. 21 marca 1992 w Lounach) – czeska tenisistka, mistrzyni juniorskiego Wimbledonu 2010.
Kristýna Plíšková jest córką Radka i Martiny Plíškovych. Ma siostrę bliźniaczkę Karolínę, również tenisistkę. W 2010 roku zdobyła juniorski tytuł mistrzyni Wimbledonu, pokonując w finale Sachie Ishizu 6:3, 4:6, 6:4.

## Kariera tenisowa
Starty na zawodowych kortach rozpoczęła w kwietniu 2006 roku biorąc udział w kwalifikacjach do niewielkiego turnieju ITF w Bol, gdzie zakończyła swój udział na drugiej rundzie. Potem wystąpiła jeszcze dwukrotnie w podobnych kwalifikacjach, ale też nie udało jej się przejść do fazy głównej turniejów. W maju tego samego roku otrzymała od organizatorów dziką kartę do udziału w eliminacjach turnieju WTA w Pradze, ale przegrała w pierwszej rundzie z Kirsten Flipkens. Pierwszy niewielki sukces odniosła w kwietniu 2007 roku, na turnieju ITF w Splicie. Wygrała kwalifikacje i zagrała w turnieju głównym, w którym pokonała w pierwszej rundzie Stefanię Boffa i przegrała z Iryną Buriaczok w drugiej. Podobnie jak rok wcześniej, otrzymała dziką kartę do turnieju WTA w Pradze, ale tym razem od razu do turnieju głównego. Natrafiła tam jednak w pierwszej rundzie na Francuzkę Marion Bartoli i przegrała 1:6, 2:6. W 2008 roku ponownie zagrała w pierwszej rundzie tego samego turnieju, ale i tym razem zakończyła swój udział na pierwszej rundzie, przegrywając z Robertą Vinci.
W sierpniu 2009 roku, po raz pierwszy w karierze, osiągnęła finał gry pojedynczej na turnieju ITF w Pesaro, w którym jednak Włoszka Anastasia Grymalska okazała się od niej lepsza. Po raz drugi osiągnęła finał w maju 2010 roku, w japońskim Kurume i tym razem był to udany występ, uwieńczony wygraniem turnieju. Pokonała tam, między innymi, takie zawodniczki jak: Naomi Broady, Melanie South, Sachie Ishizu, a w finale swoją siostrę Karolínę. W lutym 2011 roku udanie wystąpiła na turnieju w Rancho Mirage w Kalifornii, gdzie w parze z siostrą wygrała turniej deblowy, pokonując w finale parę Nadieżda Guskowa/Sandra Zaniewska i doszła do finału gry singlowej. Wcześniej, w styczniu, wzięła udział w kwalifikacjach do wielkoszlemowego Australian Open, ale przegrała w pierwszej rundzie z Eriką Semą z Japonii. Rok później ponownie zagrała w kwalifikacjach do Australian Open, ale też odpadła w pierwszej rundzie, po przegranej z Francuzką, Ireną Pavlovic.
W sezonie 2013 razem z siostrą osiągnęła dwa deblowe finały zawodów cyklu WTA Tour. Pierwszy mecz mistrzowski Czeszki rozegrały w Palermo, ulegając parze Kristina Mladenovic–Katarzyna Piter wynikiem 1:6, 7:5, 8–10. Drugi, tym razem zwycięski finał, rozegrały w Linzu, pokonując Gabrielę Dabrowski i Alicję Rosolską 7:6(6), 6:4
W lipcu 2014 razem z siostrą triumfowały na kortach w Bad Gastein, gdzie w finale wygrały z Andreją Klepač i Maríą-Teresą Torró-Flor 4:6, 6:3, 10–6.
Łącznie wygrała dwa turnieje WTA w grze pojedynczej, a raz przegrała w finale. W grze podwójnej tryumfowała w siedmiu turniejach (trzy razy w parze z Karolíną Plíškovą oraz po razie w parze z Moną Barthel, Jewgieniją Rodiną, Viktórią Kužmovą oraz Lucie Hradecką) i raz przegrała w finale.

## Historia występów wielkoszlemowych
Legenda
     W, wygrany turniej
     F, przegrana w finale
     SF, przegrana w półfinale
     QF, przegrana w ćwierćfinale
     xR, przegrana w x rundzie
     Qx, przegrana w x rundzie kwalifikacji
     A, brak startu
     NH, turniej nie odbył się

### Występy w grze pojedynczej
| Australian Open        | A   | A   | A   | A   | Q1  | Q1  | 2R  | Q2  | Q1  | 2R | 3R | 1R | 2R | 1R | 1R  | 0 / 7  | 5 – 7   |  |  |  |  |  |  |  |  |  |
| French Open            | A   | A   | A   | A   | Q1  | Q1  | 1R  | Q1  | Q1  | 1R | 1R | 1R | 1R | 2R | 1R  | 0 / 7  | 1 – 7   |  |  |  |  |  |  |  |  |  |
| Wimbledon              | A   | A   | A   | A   | 1R  | 2R  | 1R  | 1R  | 3R  | 1R | 2R | 1R | 1R | NH | 2R  | 0 / 10 | 5 – 10  |  |  |  |  |  |  |  |  |  |
| US Open                | A   | A   | A   | Q3  | Q3  | 2R  | Q2  | 1R  | Q1  | Q2 | 2R | 1R | 2R | 1R | 2R  | 0 / 7  | 4 – 7   |  |  |  |  |  |  |  |  |  |
|                        |     |     |     |     |     |     |     |     |     |    |    |    |    |    |     |        |         |  |  |  |  |  |  |  |  |  |
| Ranking na koniec roku | 861 | 753 | 506 | 227 | 179 | 110 | 121 | 123 | 113 | 61 | 61 | 97 | 66 | 69 | 146 | 0 / 31 | 15 – 31 |  |  |  |  |  |  |  |  |  |

### Występy w grze podwójnej
| Australian Open        | A   | A | A | A   | A   | A   | A  | A  | A   | A   | 3R | 2R  | A  | 1R | 2R  | 0 / 4  | 4 – 4   |  |  |  |  |  |  |  |  |  |  |
| French Open            | A   | A | A | A   | A   | A   | A  | 1R | 2R  | A   | 2R | A   | A  | 3R | QF  | 0 / 5  | 7 – 5   |  |  |  |  |  |  |  |  |  |  |
| Wimbledon              | A   | A | A | A   | A   | A   | A  | 1R | 1R  | A   | 1R | A   | A  | NH | A   | 0 / 3  | 0 – 3   |  |  |  |  |  |  |  |  |  |  |
| US Open                | A   | A | A | A   | A   | 1R  | A  | 1R | A   | A   | 1R | A   | A  | A  | A   | 0 / 3  | 0 – 3   |  |  |  |  |  |  |  |  |  |  |
|                        |     |   |   |     |     |     |    |    |     |     |    |     |    |    |     |        |         |  |  |  |  |  |  |  |  |  |  |
| Ranking na koniec roku | 917 | – | – | 382 | 142 | 101 | 85 | 71 | 194 | 185 | 74 | 115 | 54 | 49 | 139 | 0 / 15 | 11 – 15 |  |  |  |  |  |  |  |  |  |  |

### Występy w grze mieszanej
Kristýna Plíšková nigdy nie startowała w rozgrywkach gry mieszanej podczas turniejów wielkoszlemowych.

## Finały turniejów WTA
| Legenda                     | Legenda |
| --------------------------- | ------- |
| Wielki Szlem                |         |
| Igrzyska olimpijskie        |         |
| WTA Tour Championships      |         |
| 2009 – 2020                 |         |
| WTA Premier Mandatory       |         |
| WTA Premier 5               |         |
| WTA Premier                 |         |
| WTA International Series    |         |
| WTA 125K series (2012–2020) |         |

### Gra pojedyncza 2 (1–1)
| Końcowy wynik | Nr | Data                | Turniej  | Nawierzchnia | Przeciwniczka | Wynik finału  |
| ------------- | -- | ------------------- | -------- | ------------ | ------------- | ------------- |
| Zwyciężczyni  | 1. | 1 października 2016 | Taszkent | Twarda       | Nao Hibino    | 6:3, 2:6, 6:3 |
| Finalistka    | 1. | 6 maja 2017         | Praga    | Ceglana      | Mona Barthel  | 6:2, 5:7, 2:6 |

### Gra podwójna 6 (5–1)
| Końcowy wynik | Nr | Data                 | Turniej     | Nawierzchnia  | Partnerka         | Przeciwniczki                            | Wynik finału    |
| ------------- | -- | -------------------- | ----------- | ------------- | ----------------- | ---------------------------------------- | --------------- |
| Finalistka    | 1. | 13 lipca 2013        | Palermo     | Ceglana       | Karolína Plíšková | Kristina Mladenovic Katarzyna Piter      | 1:6, 7:5, 8–10  |
| Zwyciężczyni  | 1. | 13 października 2013 | Linz        | Twarda (hala) | Karolína Plíšková | Gabriela Dabrowski Alicja Rosolska       | 7:6(6), 6:4     |
| Zwyciężczyni  | 2. | 13 lipca 2014        | Bad Gastein | Ceglana       | Karolína Plíšková | Andreja Klepač María-Teresa Torró-Flor   | 4:6, 6:3, 10–6  |
| Zwyciężczyni  | 3. | 14 września 2014     | Hongkong    | Twarda        | Karolína Plíšková | Patricia Mayr-Achleitner Arina Rodionowa | 6:2, 2:6, 12–10 |
| Zwyciężczyni  | 4. | 21 lipca 2019        | Bukareszt   | Ceglana       | Viktória Kužmová  | Jaqueline Cristian Elena-Gabriela Ruse   | 6:4, 7:6(3)     |
| Zwyciężczyni  | 5. | 16 sierpnia 2020     | Praga       | Ceglana       | Lucie Hradecká    | Monica Niculescu Raluca Olaru            | 6:2, 6:2        |

## Finały turniejów WTA 125K

### Gra pojedyncza 1 (1–0)
| Końcowy wynik | Nr | Data             | Turniej | Nawierzchnia | Przeciwniczka | Wynik finału        |
| ------------- | -- | ---------------- | ------- | ------------ | ------------- | ------------------- |
| Zwyciężczyni  | 1. | 11 września 2016 | Dalian  | Twarda       | Misa Eguchi   | 7:5, 4:6, 2:5 krecz |

### Gra podwójna 2 (2–0)
| Końcowy wynik | Nr | Data            | Turniej      | Nawierzchnia | Partnerka         | Przeciwniczki                    | Wynik finału |
| ------------- | -- | --------------- | ------------ | ------------ | ----------------- | -------------------------------- | ------------ |
| Zwyciężczyni  | 1. | 8 września 2018 | Chicago      | Twarda       | Mona Barthel      | Asia Muhammad Maria Sanchez      | 6:3, 6:2     |
| Zwyciężczyni  | 2. | 2 marca 2019    | Indian Wells | Twarda       | Jewgienija Rodina | Taylor Townsend Yanina Wickmayer | 7:6(7), 6:4  |

## Finały turniejów ITF
| turnieje z pulą nagród 100 000 $   |
| turnieje z pulą nagród 75/80 000 $ |
| turnieje z pulą nagród 50 000 $    |
| turnieje z pulą nagród 25 000 $    |
| turnieje z pulą nagród 15 000 $    |
| turnieje z pulą nagród 10 000 $    |

### Gra pojedyncza 17 (9–8)
| Rezultat     |    | Data       | Turniej             | ($)    | Naw.            | Przeciwniczka         | Wynik               |
| Finalistka   | 1. | 16/08/2009 | Pesara              | 10 000 | Ceglana         | Anastasia Grymalska   | 6:2, 1:6, 2:6       |
| Zwyciężczyni | 1. | 16/05/2010 | Kurume              | 50 000 | Dywanowa        | Karolína Plíšková     | 5:7, 6:2, 6:0       |
| Finalistka   | 2. | 13/02/2011 | Rancho Mirage       | 25 000 | Twarda          | Ashley Weinhold       | 3:6, 6:3, 5:7       |
| Zwyciężczyni | 2. | 29/01/2012 | Andrézieux-Bouthéon | 25 000 | Twarda (hala)   | Anna Giulia Remondina | 6:2, 6:2            |
| Finalistka   | 3. | 05/01/2012 | Grenoble            | 25 000 | Twarda (hala)   | Karolína Plíšková     | 6:7(11), 6:7(6)     |
| Zwyciężczyni | 3. | 20/10/2013 | Limoges             | 50 000 | Twarda (hala)   | Tamira Paszek         | 3:6, 6:3, 6:2       |
| Finalistka   | 4. | 03/11/2013 | Barnstaple          | 75 000 | Twarda (hala)   | Marta Sirotkina       | 7:6(5), 3:6, 6:7(6) |
| Zwyciężczyni | 4. | 09/03/2014 | Preston             | 25 000 | Twarda          | Çağla Büyükakçay      | 6:3, 7:6(4)         |
| Finalistka   | 5. | 11/05/2014 | Fukuoka             | 50 000 | Trawiasta       | Naomi Broady          | 7:5, 3:6, 4:6       |
| Zwyciężczyni | 5. | 08/06/2014 | Nottingham          | 75 000 | Trawiasta       | Zarina Dijas          | 6:2, 3:6, 6:4       |
| Zwyciężczyni | 6. | 08/02/2015 | Glasgow             | 25 000 | Twarda (hala)   | Ana Bogdan            | 6:2, 6:2            |
| Zwyciężczyni | 7. | 11/04/2015 | Barnstaple          | 25 000 | Twarda (hala)   | Nina Zander           | 6:3, 6:2            |
| Finalistka   | 6. | 26/04/2015 | Stambuł             | 50 000 | Twarda          | Szachar Pe’er         | 6:1, 6:7(4), 5:7    |
| Zwyciężczyni | 8. | 10/05/2015 | Fukuoka             | 50 000 | Trawiasta       | Nao Hibino            | 7:5, 6:4            |
| Finalistka   | 7. | 25/10/2015 | Joué-lès-Tours      | 50 000 | Twarda (hala)   | Olha Fridman          | 2:6, 6:3, 1:6       |
| Zwyciężczyni | 9. | 28/02/2016 | Kreuzlingen         | 50 000 | Dywanowa (hala) | Amra Sadiković        | 7:6(3), 7:3(4)      |
| Finalistka   | 8. | 17/07/2017 | Ołomuniec           | 80 000 | Ceglana         | Bernarda Pera         | 5:7, 6:4, 3:6       |

### Gra podwójna 13 (8–5)
| Rezultat     |    | Data       | Turniej             | ($)       | Naw.            | Partnerka           | Przeciwniczki                         | Wynik              |
| Finalistka   | 1. | 16/05/2010 | Kurume              | 50 000    | Trawiasta       | Karolína Plíšková   | Sun Shengnan Xu Yifan                 | 0:6, 3:6           |
| Zwyciężczyni | 1. | 12/02/2011 | Rancho Mirage       | 25 000    | Twarda          | Karolína Plíšková   | Nadieżda Gusʹkowa Sandra Zaniewska    | 6:7(6), 6:1, 10–5  |
| Zwyciężczyni | 2. | 07/08/2011 | Vancouver           | 100 000   | Twarda          | Karolína Plíšková   | Jamie Hampton Noppawan Lertcheewakarn | 5:7, 6:2, 10–2     |
| Finalistka   | 2. | 06/11/2011 | Tajpej              | 100 000+H | Twarda (hala)   | Karolína Plíšková   | Chan Yung-jan Zheng Jie               | 6:7(5), 7:5, 5–10  |
| Finalistka   | 3. | 20/11/2011 | Bratysława          | 25 000    | Twarda          | Karolína Plíšková   | Naomi Broady Kristina Mladenovic      | 7:5, 4:6, 2–10     |
| Zwyciężczyni | 3. | 28/01/2012 | Andrézieux-Bouthéon | 25 000    | Twarda (hala)   | Karolína Plíšková   | Julie Coin Eva Hrdinová               | 6:4, 4:6, 10–5     |
| Zwyciężczyni | 4. | 04/01/2012 | Grenoble            | 25 000    | Twarda (hala)   | Karolína Plíšková   | Walentina Iwachnienko Maryna Zanewśka | 6:1, 6:3           |
| Finalistka   | 4. | 21/09/2012 | Shrewsbury          | 75 000    | Twarda (hala)   | Karolína Plíšková   | Wiesna Dołonc Stefanie Vögele         | 1:6, 7:6(3), 13–15 |
| Zwyciężczyni | 5. | 17/11/2012 | Zawada              | 25 000    | Dywanowa (hala) | Karolína Plíšková   | Kristina Barrois Sandra Klemenschits  | 6:3, 6:1           |
| Zwyciężczyni | 6. | 03/11/2013 | Barnstaple          | 75 000    | Twarda (hala)   | Naomi Broady        | Raluca Olaru Tamira Paszek            | 6:3, 3:6, 10–5     |
| Finalistka   | 5. | 26/04/2014 | Seul                | 50 000    | Twarda          | Irena Pavlovic      | Chan Chin-wei Chuang Chia-jung        | 4:6, 3:6           |
| Zwyciężczyni | 7. | 10/05/2015 | Fukuoka             | 50 000    | Trawiasta       | Naomi Broady        | Eri Hozumi Junri Namigata             | 6:3, 6:4           |
| Zwyciężczyni | 8. | 16/07/2016 | Stockton            | 50 000    | Twarda          | Alison Van Uytvanck | Robin Anderson Maegan Manasse         | 6:2, 6:3           |

## Finały juniorskich turniejów wielkoszlemowych

### Gra pojedyncza (1)
| Końcowy wynik | Rok  | Turniej   | Nawierzchnia | Przeciwniczka | Wynik finału  |
| Zwyciężczyni  | 2010 | Wimbledon | Trawiasta    | Sachie Ishizu | 6:3, 4:6, 6:4 |